# ターケスターン
ターケスターン（ペルシア語: تاكستان、Tâkestân）とは、イランのガズヴィーン州ターケスターン郡の都市であり、郡中心市に制定されている。2016年の調査では人口は80,299人。
ターケスターンという名前は「ブドウ園」を意味し、町の周囲にブドウ畑や果樹園があったことに由来する。元来町があった場所には鬱蒼とした森林が広がっていたため、「黒い村」「暗い村」を意味する「スィヤーデ」「スィヤーデハン」と呼ばれていた。
近辺のルードシュール川、アブハルルード川の水を利用した農業とレンガの生産が主要産業となっている。
テヘランとタブリーズを結ぶ鉄道路線上に駅が設置されている。